# Per E. Samuelson
Per Erik Samuelsson, känd som Per E. Samuelson, född 23 juni 1955 i Linköping, är en svensk advokat och författare. Hans huvudområde är brottmål, med särskild inriktning på ekobrott. Han är idag verksam vid advokatfirman SSW, som han grundade 2002 tillsammans med advokaterna Richard Schönmeyr och Lars Wall.

## Biografi
Samuelson blev jur. kand. vid Stockholms universitet 1981. Efter tingsmeritering arbetade han vid flera advokatbyråer, bland andra nuvarande Mannheimer Swartling samt advokatfirman Silbersky. 1987 blev han ledamot av Sveriges advokatsamfund. 1997 publicerade han boken Att förhöra ett vittne som år 2016 utkom i fjärde upplagan. Bland klienter han har representerat finns Folkpartiets tidigare partisekreterare Johan Jakobsson samt IFK Göteborgs tidigare klubbdirektör Mats Persson och Julian Assange.
Samuelson representerade Carl Lundström i Pirate Bay-målet 2009.
Samuelson har publicerat ett stort antal debattartiklar om rättssäkerhet och aktuella juridiska problem. Han har även uppträtt som juridisk expert i uppmärksammade rättegångar i TV, radio och tidningar.
Tillsammans med sin hustru Lena Ebervall har han författat flera romaner baserade på kända svenska rättsfall. År 2008 skrev de romanen Ers Majestäts olycklige Kurt som bygger på händelserna kring Haijbyaffären. De skrev också Mördaren i folkhemmet (2012) som i romanens form berättar om Olle Möller. År 2014 utkom parets tredje roman Bombmannens testamente som handlar om Lars Tingström och dennes koppling till Palmemordet. År 2016 publicerades den fjärde romanen i deras serie av romaner om verkliga svenska rättsfall: Florence Stephens förlorade värld som handlar om Florence Stephens livsöde.
År 2018 gav de ut Domardansen: en sannsaga om maktmissbruk, som i romanens form beskriver den så kallade Lundquistaffären där en domare (Folke Lundquist) anmäldes för förskingring, men där myndigheterna istället vände sig mot anmälarna som i något fall blev inspärrade på sinnessjukhus eller dömda för ärekränkning. Först 1953 blev Lundquist dömd för bland annat grovt bedrägeri till tre års fängelse samt avsatt från sin domarpost. Boken beskrivs göra "vårt land en stor tjänst" genom att belysa hur makten kan vändas mot oskyldiga brottsoffer.
År 2024 gav de ut Strafflös: en roman om Johnny Bode. Boken beskriver hur Bode blev offer för den rasbiologiska ideologin och hölls instängd i flera år för småstölder och bedrägerier utan att få vård och utsattes för förnedrande fysiska och psykiska undersökningar. Boken beskrivs som en både allvarlig och mycket underhållande roman om Johnny Bodes märkliga liv.

### Tillsammans med Lena Ebervall
- 2008 –  Ers Majestäts olycklige Kurt: en roman med verklighetsbakgrund. Stockholm: Piratförlaget. Libris 1072275. ISBN 9789164202710
- 2012 –  Mördaren i folkhemmet: en roman. Stockholm: Piratförlaget. Libris 12767185. ISBN 9789164203984
- 2014 –  Bombmannens testamente: en roman om Lars Tingström. Stockholm: Piratförlaget. Libris 16442482. ISBN 9789164204400
- 2016 –  Florence Stephens förlorade värld: en sannsaga om Huseby bruk. Stockholm: Piratförlaget. Libris 19423798. ISBN 9789164204936
- 2018 –  Domardansen: en sannsaga om maktmissbruk. [Stockholm]: Piratförlaget. Libris 22571675. ISBN 9789164205810
- 2020 –  Stormfågel: en roman om Jane Horney. Stockholm: Piratförlaget. Libris jv11k5msg0nz4gjd. ISBN 9789164206947
- 2022 –  IB - som i inhämtning Birger. Stockholm: Piratförlaget. Libris t87tfwccrn59n6v0. ISBN 9789164208460
- 2024 –  Strafflös: en roman om Johnny Bode. Stockholm: Piratförlaget. Libris tc3pmnsxrf08n0n1. ISBN 9789164209269